# Spanska koloniseringen av Amerika
Den spanska koloniseringen av Amerika (La Conquista) var en omfattande europeisk kolonisering av Amerika som leddes av den spanska staten från slutet av 1400-talet fram till 1800-talet. Den spanska koloniseringen inleddes med Christoffer Columbus expedition år 1492 då han och hans besättning nådde Amerika. Koloniseringen avtog under 1800-talets början då olika nationalism(er) fick  fäste i Latinamerika och många kolonier bröt sig loss genom krig och uppror.

Bakgrunden till den spanska expansionen västerut står att finna dels i att den ekonomiska och politiska kontexten i omvärlden förändrades under 1400-talet, dels i invanda beteendemönster från den spanska historien. Inte minst arvet från reconquista och det redan etablerade systemet med encomienda kom att prägla koloniseringen av Amerika.

De spanska och portugisiska kolonierna i Amerika 1790

## Bakgrund
Situationen för Spanien och staterna i västra Medelhavsområdet under 1400-talet präglades till stor del av det Osmanska rikets framväxt. De viktiga handelsförbindelserna med Kina och Indien som gick via den östra delen av Medelhavet försvårades avsevärt. Det här medförde en ekonomisk nedgång för de italienska städerna, samtidigt som Portugal och Spanien - med flera - såg sin makt växa sig starkare i relation till Italien. Italienska upptäcktsresande som Christofer Columbus, Amerigo Vespucci och Giovanni Caboto (John Cabot) kontaktade väststaternas ledare för att möjliggöra sina upptäcktsresor. Det ekonomiska läget i södra Spanien med hård beskattning och en centralisering av jordägandet, samt en befolkning som bestod av fler krigare jämfört med andra delar av landet, skapade grogrunden för fler spanjorer att söka rikedom och ära på andra sidan Atlanten som conquistador.
För Spaniens del påverkade reconquista (återerövring) både samhällets struktur och den spanska statens identitet. Krigen mot de muslimska morerna på den Iberiska halvön skapade ett samhälle med många krigare och missionärer, samtidigt som dessa gruppers handlingar värderades högt och sågs som ärofyllda. Något som spanjorerna tog med sig till den nya världen var encomiendasystemet. I korthet innebar det att när arabiska områden hade erövrats så "fördelades" araber till de spanska krigarna, araberna kunde sedan användas som tvångsarbetskraft. I praktiken var encomienda en mellanform mellan slaveri och livegenskap.

## Expeditioner, erövringar och conquistadorer
Christofer Columbus resa till Amerika 1492 var en av de första kontakterna mellan Europa (gamla världen) och Amerika (nya världen). När han på sin första resa nådde ön Hispaniola - ön som idag delas mellan Haiti och Dominikanska republiken - trodde han att han kommit till Asiens östkust. Till dess att han dog vägrade Columbus erkänna att han hade nått en kontinent som inte var Asien. Kuba trodde han var "Cipangu", det namn som Marco Polo kallade Japan. En av anledningarna till Columbus resa 1492 enligt hans egen dagbok var sökandet efter guld. Guldet var tänkt till att finansiera krig mot Osmanska riket och i slutändan för att erövra "det Heliga landet". Columbus drog även paralleller mellan sin resa och den spanska erövringen av Iberiska halvön. Intressant nog är 1492 inte bara året för Columbus resa, utan även året för den spanska erövringen av Granada, samt inrättandet av den spanska inkvisitionen.
Det var på Hispaniola som spanjorernas första kolonier skulle etableras. Härifrån spred sig sedan kolonisatörerna till de närbelägna öarna, först och främst Puerto Rico och Kuba och sedan vidare utmed Karibiska havets kuster. Genom expeditioner från Kuba blev Yucatánhalvöns, Mexikos och södra Nordamerikas kuster kända och, i stor utsträckning, erövrade. I förlängningen ledde den spanska koloniseringen av Amerika även till att den spanska staten hittade en väg till kryddöarna (Moluckerna) och kunde lägga det under den spanska kronan.

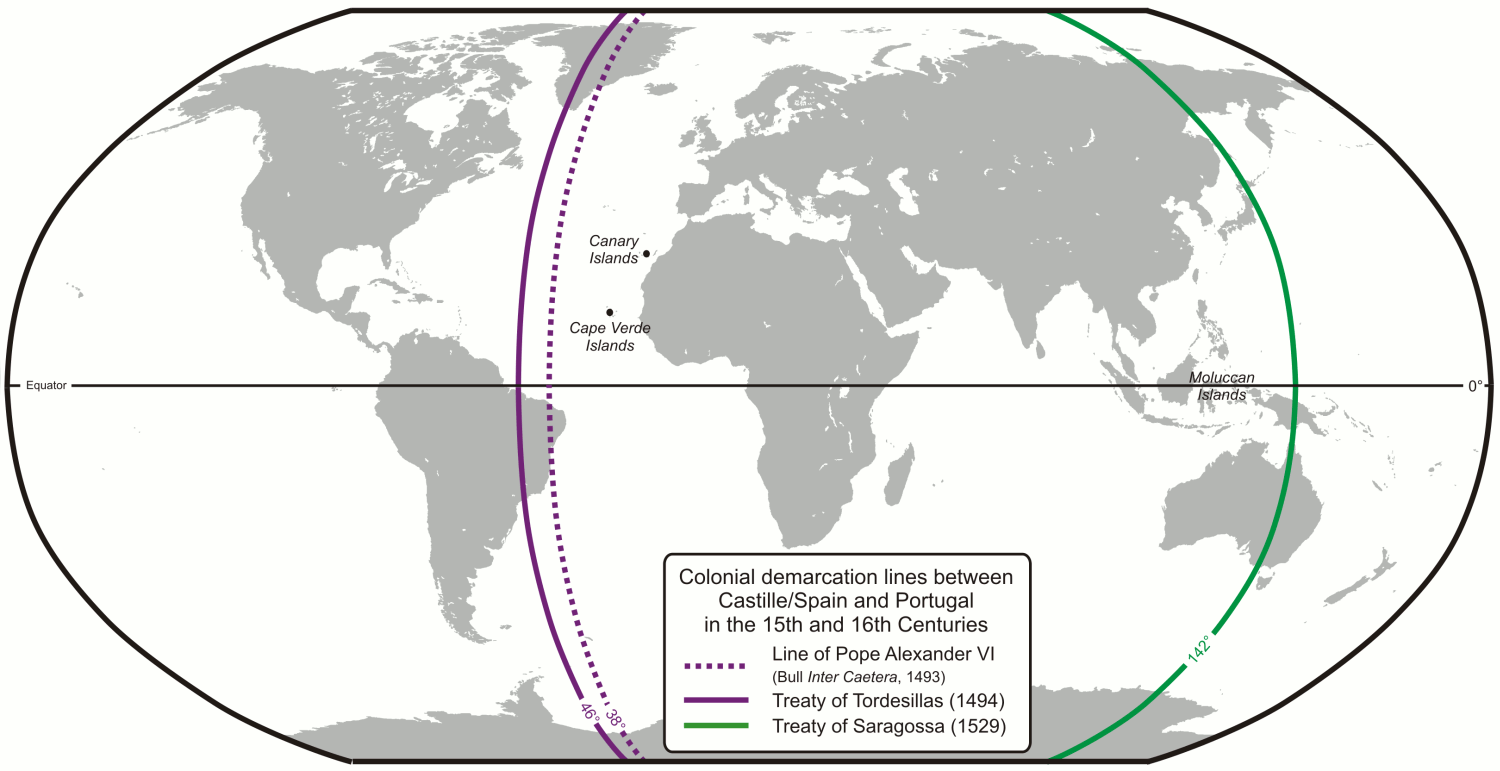
Gränsen mellan vad Spanien respektive Portugal fick kolonisera enligt Tordesillasfördraget 1494 och Zaragozafördraget 1529.

För att reglera den spanska och portugisiska koloniseringen av Amerika slöt de båda länderna, med sanktion av påve Alexander VI, 1494 Tordesillasfördraget. I fördraget slog man fast att Spanien hade rätt att ensamt erövra och kolonisera allt land som låg väster om den gränslinje som låg på längdgraden 370 leguas väster om Kap Verde-öarna. Portugal fick å sin sida rätt till allt land som låg öster om gränslinjen.

Spanjorerna hade högt ställda förväntningar på de nyligen erövrade territorierna, och det troddes allmänt att det i Nya världen låg guld och andra ädla metaller på själva marken. Man ansåg att det fanns ett särskilt guldland, ett "El Dorado". Tusentals människor strömmade mot Amerika från Europa i väster på jakt efter lyckan. De kom ofta som krigare eller missionärer, snarare än åkerbrukare eller köpmän. Deras ambitioner och mål var att vinna ära och rikedom, samt att lägga nya landområden under den spanska kronan och att konvertera ursprungsbefolkningen till kristendomen.

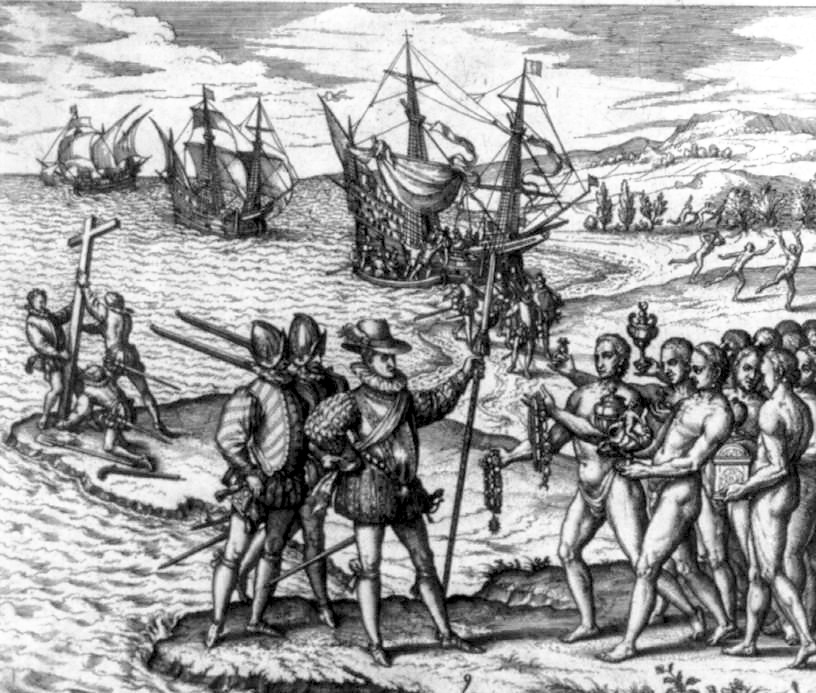
Columbus landstiger på Hispaniola 1492.

I jakten efter nya landområden företogs resor och krigståg av diverse conquistadorer, spanska krigare. Mest kända är Hernán Cortés som intog aztekrikets huvudstad Tenochtitlán och Francisco Pizarro som invaderade Inkariket, men det fanns många andra. Inte sällan följde plundring, slaveri, död och sjukdomar i deras spår, men det finns även exempel på mer fredliga möten mellan de europeiska kolonisterna och olika amerikanska urfolk.  

### Sjukdomarnas roll
Spanjorernas och conquistadorernas våldsamma erövringar hade mindre med militär överlägsenhet att göra, och mer med specifika sjukdomar från Europa och Asien att göra. Eftersom Amerika och Eurasien varit biologiskt isolerade från varandra under många tusen år, så hade inte invånarna i Amerika kommit i kontakt med sjukdomar som t.ex. smittkoppor och därmed inte byggt upp immunitet mot dessa. När européer strömmade till Amerika så utsattes urinvånarna där för smittsamma och dödliga sjukdomar. Det här ledde till en social och demografisk kollaps, enligt vissa bedömningar kan så många som 90-95 % av Amerikas befolkning ha dött i allvarliga sjukdomar. Det är mot bakgrund av det här man ska förstå erövringen av de avancerade kulturerna i aztekriket och inkariket. Decimeringen av befolkningen som sjukdomarna innebar underlättade avsevärt för conquistadorerna att invadera och erövra stor landområden utan större militärt motstånd.
Utbytet av mikrober (som bl.a. orsakade sjukdomar), djur och växter mellan Nya världen (Syd- och Nordamerika) och Gamla världen (Europa, Asien och Afrika) har kommit att kallas för det kolumbianska utbytet. Beräkningar som har gjorts av hur lång tid det tar för en befolkning att utveckla immunitet eller motståndskraft mot nya sjukdomar uppskattar ca 150 år för förloppet. Det här kan förklara den snabba demografiska nedgången i antalet urinvånare, och den gradvisa återhämtning som märks av efter år 1700.

## Kolonierna och resorna i Amerika
Vid Columbus död 1506 kände spanjorerna till de Stora Antillerna, flertalet av de Små Antillerna, Bahamas, samt en del av fastlandet runt det centralamerikanska havsområdet. Omkring år 1600 sträckte sig de spanska kolonierna från Floridas kust i Nordamerika över Mexiko, Centralamerika och Antillerna som ett brett bälte längs Andernas kust- och högfjällsområde till Osorno i Chile, med en utstickare österut i Venezuelas och La Platas flodland. De spanska områdena i Amerika sönderföll i två vicekungars maktområden: Nya Spanien och Peru. Till det förra hörde sedan 1590 även Filippinerna och Marianerna, vilka européerna upptäckt genom Ferdinand Magellans upptäckt.

### Kuba
Den första europeiska upptäckten av Kuba var 1492, när Columbus expedition besökte ön och hävdade Spaniens rätt till området. Vid den tidpunkten var taíno- och guanajatabey-civilisationerna redan etablerade på ön. Taíno-folket var jordbrukare som odlade maniok och sötpotatis och reste över havet i stora havskanoter. Guanajatabey levde i grottor på öns västra sida. Symptomatiskt för dåtidens kristna världsbild ansåg Columbus att de vänliga taíno skulle "göra sig bra som tjänare".
Den spanska erövringen dröjde till 1511 innan Diego Velázquez de Cuéllar tog över ön för att därefter styra där som guvernör. Ön och ursprungsbefolkningen fördelades mellan erövrarna.

### Florida och Nordamerika
1513 begav sig Ponce de León norrut från Kuba, och nådde Floridas kust. León möttes av de lokala urfolkens motstånd, och vid ett nytt försök 1520 blev han dödad. 
Conquistadoren Hernando de Soto gav sig 1539 av från Kuba för att undersöka Florida och leta efter den mytomspunna staden Cibola som sades vara gjord av guld. Vid expeditionens möte med Timucuan-folket attackerade spanjorerna timucuanerna, vilka dock hade förvarnats om spanjorernas motiv av grannfolk. I jakten på Cibola irrade de Soto vidare i nordöstlig riktning. Han passerade både staden Ichisi i norra Georgia och staden Cofitachequi. När krigarna upptäckte att det fanns pärlor i Cofitachequi plundrade de staden innan de begav sig vidare mot dagens Texas. Framme där dog de Soto. Armén gav upp sitt plundringståg och lämnade kusten 1542.. Det var först 1565 som spanjorerna fick ett fäste i Florida, vilket skedde genom grundandet av St. Augustine.
Rykten om stora guldområden förmådde vicekungen av Nya Spanien Antonio de Mendoza att 1540 sända Francisco Coronado med en liten här norrut i den så kallade Coronado-expeditionen. Han fann inte guld, men han kunde konstatera att nedre Kalifornien var en halvö. Han och hans expedition var de första européerna som fick se Grand Canyon. Expeditionen ledde vidare över prärierna, ända tills en stor flod som rann österut tvingade honom att göra halt. Förmodligen var det Arkansasfloden eller Missourifloden. Alonso Álvarez de Pineda var en annan upptäcktsresande som utforskade norra stranden av Mexikanska golfen. Vid denna påträffade han en väldig vattenström som ursprungsbefolkningen kallade "vattnens fader", det vill säga Mississippifloden.

### Mexiko och aztekerna

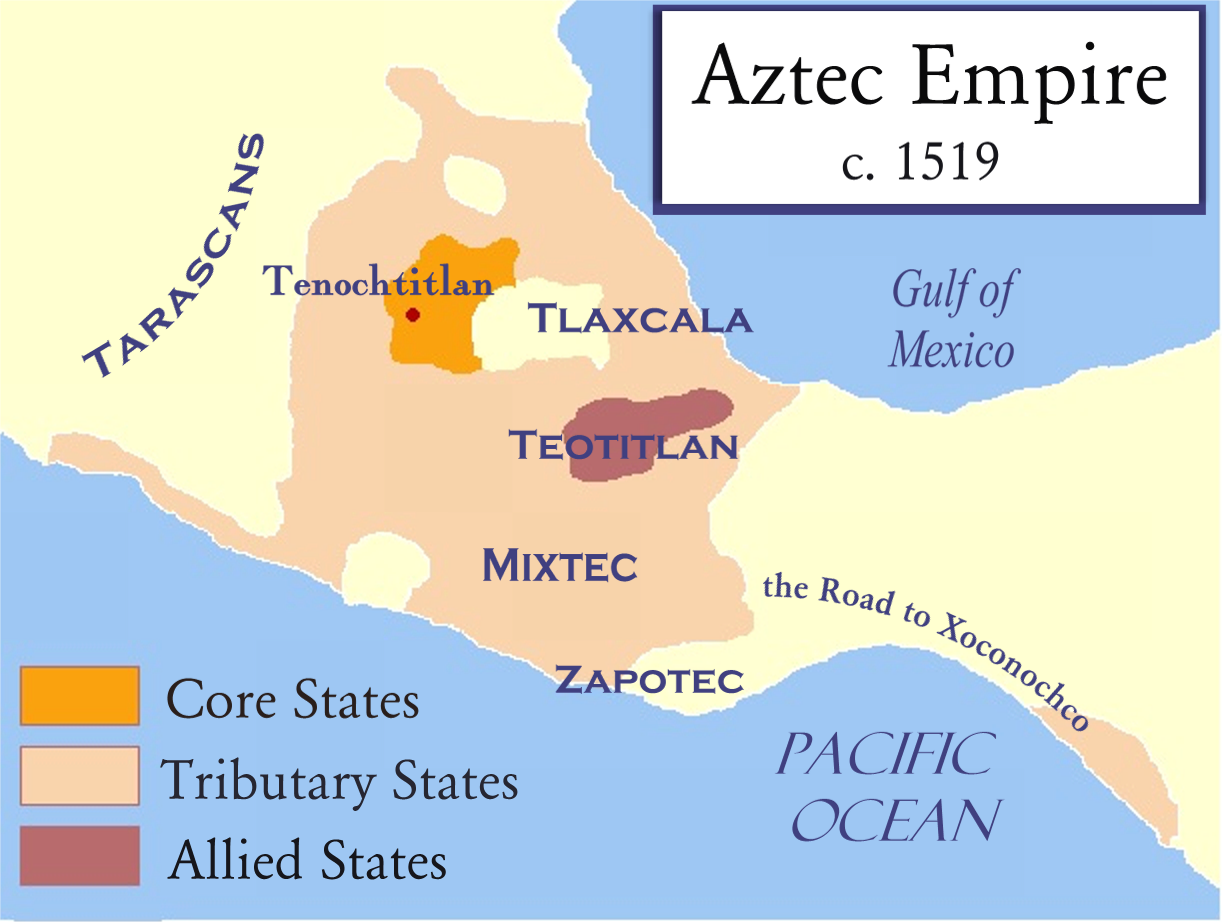
Det aztekiska rikets utbredning 1519, när spanjorerna invaderade

Det aztekiska riket var en av det förkoloniala Amerikas stormakter. I riket fanns det en centraliserad förvaltning, en stark krigarklass och absolut monarki. Kungen var tillika den främste översteprästen. Rikets stora städer kunde enkelt mäta sig med de för tiden största städerna i världen. Huvudstaden Tenochtitlán beräknas 1519 ha haft en befolkning på 400 000 personer. Detta kan jämföras med Londons befolkning på 50 000 år 1500. Ungefär 200 år tidigare, på 1300-talet, hade aztekerna invandrat och underkuvat övriga folk i området och upprättat ett rike som gick från Karibiska havet i öst till Stilla havet i väst. Inom riket producerades en mängd varor: majs, bomull, spansk peppar, kakao och vanilj är några. Invånarna var skickliga i framställningen av brokigt kattun, rikt utsirade bildhuggeriarbeten och guldarbeten. Deras höga pyramidtempel (teocalli) påminner om liknande byggnadsverk hos babylonier och egyptier. De stred med svärd av sten och kände inte till vare sig hästar eller eldvapen, vilket gav spanjorerna en militär fördel i sin konflikt med dem.
År 1517 styrde två skepp under Francisco Hernández de Córdobas befäl västerut från de karibiska öarna och fick sikte på Yucatan-halvön, där besättningen mötte mayakulturen. Nästa år, 1518, reste Juan de Grijalva längre utmed kusten och nådde till Veracruz, och blev de första européer att upptäcka Mexiko. Grijalva bedrev handel med ursprungsbefolkningen, han köpte guld, ädla stenar och konstföremål till ett värde av omkring 20 000 guldpesos. Det eftertraktade och mytomspunna El Dorado föreföll vara upptäckt. Diego Velázquez de Cuéllar, Kubas guvernör, beslöt att skicka ytterligare en expedition med uppdraget att erövra det mexikanska landområdet och utöka det spanska imperiet. En flotta och en armé ställdes under befäl av Hernán Cortés.
Cortés landsteg 1519 på fastlandet. Aztekerna styrde de underkuvade folken hårt, varför det fanns många konfliktlinjer och en intern orolighet som spanjorerna kunde utnyttja. De underkuvade folkgrupperna allierade sig med Cortés, vilket gjorde att spanjorerna 1520 kunde tillfångata aztekernas ledare Motecuhzoma II, som dog inom kort. Innan Cortés armé attackerade huvudstaden var de tvungna att återvända till Veracruz, där de landstigit. Detta eftersom Kubas guvernör sänt trupper till Mexiko för att hålla koll på Cortés, vilket inte var något ovanligt. Dels ville staten att conquistadorerna skulle utforska och erövra nya landområden, dels ville man inte att de skulle växa sig alltför mäktiga. 1521 belägrades och erövrades Tenochtitlán efter svåra stridigheter.  I likhet med andra områden som spanjorerna reste till eller erövrade så härjades även Mexiko av smittkoppor vid tiden. Epidemin spreds till huvudstaden Tenochtitlán, vilket underlättade avsevärt för spanjorerna när de attackerade staden.
Den tidigare aztekiska huvudstaden Tenochtitlán blev spansk statsegendom, och såväl land som de människor som bebodde landet tilldelades erövrarna enligt encomiendasystemet. Efter erövringen förvandlades landområdet till guvernementet Nya Spanien som kung Karl V utnämnde Cortés till guvernör över. Guvernementet blev 1535 vicekungadömet Nya Spanien. På Tenochtitláns ruiner byggde Cortés staden Mexico City, som blev Nya Spaniens huvudstad. Tre år efter grundandet bodde 30 000 invånare i staden. På samma plats som Tenochtitláns stora pyramid hade stått, byggde man en stor katolsk katedral.  
Cortés utnyttjade urinvånarna som tvångsarbetskraft inom encomienda för att odla sockerrör. Produktion av textilier och silver- och guldgruvor blev även de en viktig del av ekonomin i Nya Spanien.

### Centralamerika
Från Mexiko City utvidgade sig de spanska landområdena söderut, särskilt mot Honduras och Guatemala, men expansionen gick även norrut mot västra Nordamerika och halvön Nedre Kalifornien. Något undanskjutet blev Santo Domingo, varifrån uppmärksamheten huvudsakligen inriktades på Små Antillerna och Sydamerikas norra kust. Fortfarande hoppades man finna en genomfart från Atlanten till Stilla havet någonstans i de nya landområdena. Staden Panama uppstod efter år 1519 vid en pärlrik havsbukt i Stilla havet, dit några år senare residenset för provinsen Castilla de Oro förlades. Därmed blev Panama en utgångs- och stödjepunkt för upptäckter och erövringar i södra Centralamerika och västra Sydamerika. Den mest lysande framtiden väntade Panama. Härifrån erövrade spanjorerna Costa Rica, där den förste spanske guvernören 1522 bosatte sig i Cartagena. Ett år tidigare hade hövdingarna av Nicoya och Nicaragua kristnats och erkänt den spanska överhögheten, vilket ledde till att städerna Granada och Léon grundades. Spanjorerna trängde allt längre in i landet, tills Centralamerika helt och hållet blivit spanskt.

### Inkariket
År 1522 hade spanjorer på upptäcktsresa i Stilla havet hört talas om ett rikt och mäktigt land långt i söder: inkariket. I besättningen fanns conquistadoren Francisco Pizarro och Diego de Almagro. Men då de saknade både tillgångar och politiskt stöd för sitt fälttåg möttes de i början av svårigheter. Det var från Panama som Pizarro samlade sina stridskrafter för att erövra inkariket och Peru. 1533 belägrades Cusco, 1534 Quito, 1535 grundlades Lima, 1535–1536 erövrades Chile fram till Coquimbo, och 1539 intogs Bolivias högplatå.

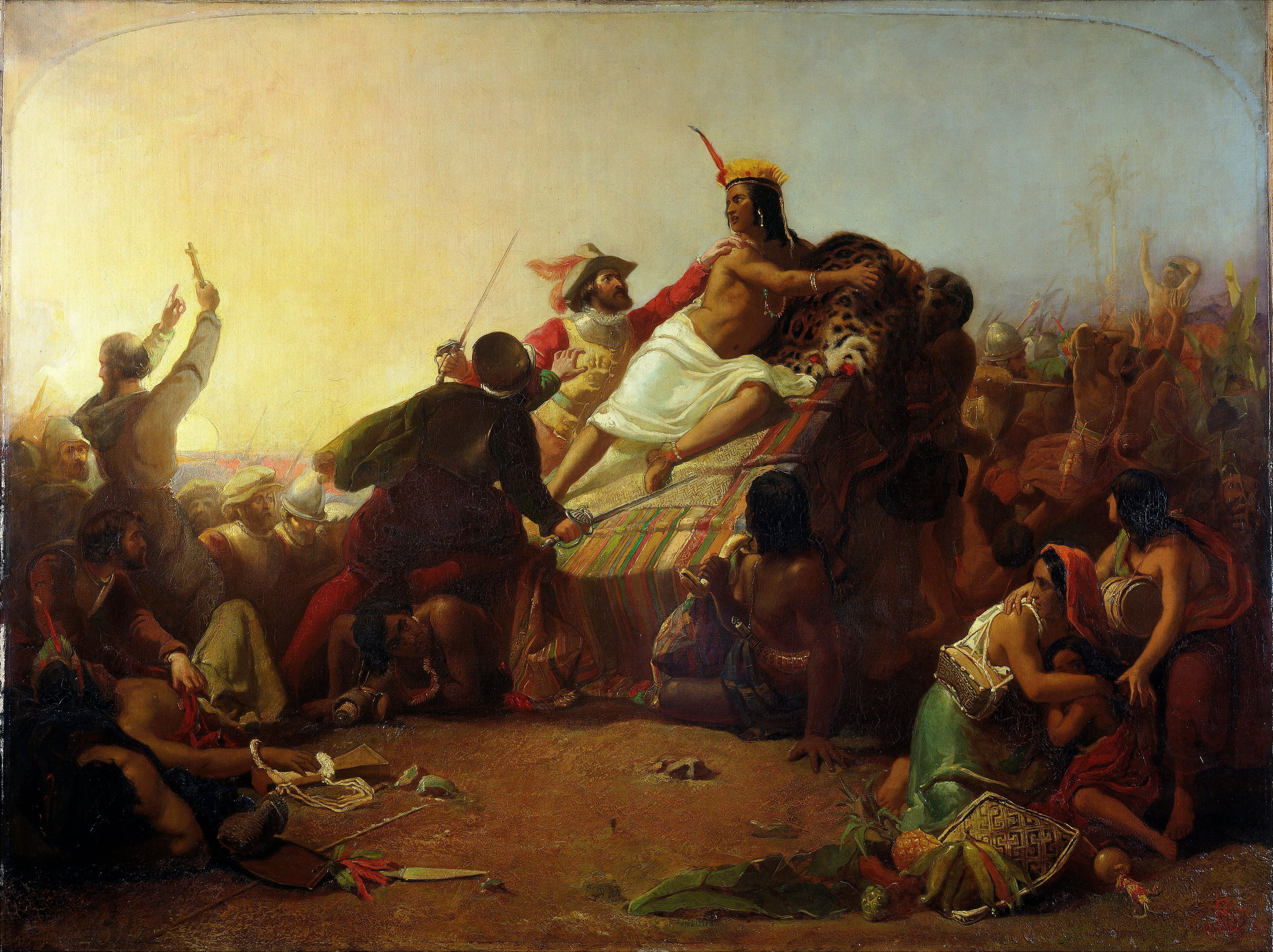
Målning föreställande Pizarros tillfångatagande av Inkan Atahualpa i Peru

Pizarro ville erövra inkariket. Han gick över Anderna och befann sig snart i Peru. På hans inbjudan infann sig inkan Atahualpa med sitt följe i spanjorernas läger. Atahualpa togs snart som gisslan av conquistadorerna. De som hade följt med Atahualpa blev handlingsförlamade när han tillfångatogs. I ett försök att bli frigiven fyllde inkakungen det rum - lösenrummet - där han satt fången med guld upp till nio fot högt. När Pizarro fått guldet i sina händer lät han ställa inkan inför en skenrättegång och avrättade honom. Inkafolkets huvudstad Cusco plundrades, och en ny stad grundlades, Ciudad de los Reyes ("Kungarnas stad"), som senare kom att kallas Lima. Pizarros byte uppgick till mer än 4 1/2 miljoner dukater. Eftersom man hoppades vinna ännu större rikedomar söderut bröt Almagro upp mot det nuvarande Chile. Expeditionen led svåra motgångar och många människoliv gick förlorade, men något guld fann de inte. Sedan Almagro återvänt till Lima uppstod våldsamheter både mellan spanjorer och urbefolkningen, men även internt mellan olika spanska fraktioner. Både Almagro och Pizarro mördades under kaoset.

### Amazonas
Européernas upptäckt av världens mest vattenrika flod, Amazonfloden, är tätt sammankopplad med Perus upptäcktshistoria. Från Peru sändes Francisco de Orellana ut för att på ett skepp anskaffa livsmedel. Färden gick via Amazonflodens källa i dagens Ecuador. Med sina femtio man hamnade de Orellana 1541 i ett område med en väldig vattenström. Besättningen seglade längs floden tills de genom det stora floddeltat nådde ut i öppna havet, där de fördes till Haiti. På sin färd utför strömmen hade de rest förbi en by som beboddes endast av kvinnor med ljus hudfärg. Kvinnorna hade inte något manligt sällskap och var fientligt inställda mot spanjorerna. Efter dem kallade han strömmen Amazonfloden som en referens till de grekiska myterna om amasoner, kvinnliga krigare.
I sina anteckningar från resan längs Amazonfloden kunde de Orellana beskriva ett regnskogslandskap olikt det många föreställer sig idag. På de Orellanas tid var Amazonas betydligt mer tätbefolkat. De Orellanas anteckningar vittnar om städer och vidsträckta odlingar. När senare expeditioner besökte området och inte fann det som de Orellana beskrev så har eftervärlden tolkat det som att spanjoren ljög eller överdrev sina berättelser. Nutida upptäckter av "svart jord" (terra preta) indikerar dock att de Orellanas beskrivning av ett tätbefolkat Amazonas med omfattande jordbruk trots allt var riktiga. Det som hade hänt var att de Orellanas expedition hade spridit mikrobiella sjukdomar som slog ut befolkningen i området. De människor som tidigare hade bott i området hade dött när senare expeditioner utforskade området.

### Colombia och Venezuela
Alonso de Ojeda, gjorde tillsammans med Amerigo Vespucci tre färder till Sydamerikas norra kust och besökte det som idag är Venezuela. De var dock inte de första européerna där, utan Columbus hade nått dit tidigare. Ojeda begav sig ut på en fjärde resa, men förlorade alla sina kamrater i strid med kariberna. Efter resan lade han till på Kubas kust med ett sjörövarskepp, men ställdes där inför rätta och dog på ön. 
Expeditionen från Santo Domingo hade omkring 1520 grundat staden Santa Marta som medelpunkt för en provins med samma namn och likaledes öster därom staden Coro för provinsen Venezuela, vartill 1533 ännu längre västerut även kom Cartagena. En – naturligtvis falsk – sägen berättade om omätligt rika guldland, belägna söderut i hjärtat av kontinenten. Däremot fanns på det nuvarande Colombias fjällområde Muiscas eller Chibchas teokratiskt styrda förbundsrike. Det var Sydamerikas andra kulturstat, ett välmående land utrustat med stora naturliga tillgångar. Dit nådde norrifrån, utmed Magdalenafloden, Gonzalo Jiménez de Quesada med mindre än 200 man, och för denna handfull främlingar dukade det inhemska väldet under lika lätt som förut Mexikos och Perus. Landet förvandlades till provinsen Nya Granada med Bogotá till huvudstad och de Quesada som dess förste guvernör.
Orinocoflodens mynning undersöktes av Pedro Alonso Niño[när?].

### Río de la Plata
Även östra delen av Sydamerika föll inom den spanska intressesfären, framför allt området kring Río de la Plata, som Juan Díaz de Solís och Sebastiano Caboto var första européer att beskriva 1516. I förhoppning att Río de la Plata skulle möjliggöra en bekväm förbindelse med områdena på andra sidan om Anderna, grundlade man 1535 Buenos Aires. Under sin färd uppför Paranáfloden och Paraguayfloden grundade Domingo Martínez de Irala 1536 staden Asunción. Den blev utgångspunkten för den spanska kolonisationen i sydöstra delen av Sydamerika och förskaffade nybyggare åt det område som fått namnet Paraguay, efter floden med samma namn. Området gav även upphov till befästa hamnplatser som säkrade förbindelserna med Atlanten. 1580 fick Buenos Aires nytt lyft som hamnstad vid Río de la Platas mynning. Paraguay blomstrade efter 1609 genom jesuitorden, som i området skapade en jesuitisk teokrati, i vilken inga andra vita män än de som var jesuiter fick slå sig ned. År 1620 blev La Plata-området skilt från Paraguay som ett särskilt förvaltningsdistrikt.

## Kolonialsamhället

### Styrningen av kolonierna
Den spanska kronan hade flera olika organ för att styra kolonierna från Europa. Consejo de Indias var ett råd som etablerades 1524 och existerade fram till 1834. Rådet fungerade i praktiken som de spanska koloniernas regering och övergripande förvaltningsorgan. Rådet förberedde lagstiftning i kungens namn och skötte den allmänna styrningen av kolonierna. Näringslivet i kolonierna och handeln med fosterlandet reglerades å sin sida av Casa de la Contratación.
Kort efter det att koloniseringen hade inletts upprättades två vicekungadömen i den nya världen: ett för Nya Spanien med säte i Mexico City och ett för Peru med säte i Lima. Det fanns också ett trettiotal andra större och mindre förvaltningsområden med olika benämning. Av dessa upphöjdes Nya Granada 1739 och Río de la Plata 1776 till vicekungadömen och tillökades med närliggande områden. I övrigt undvek man så mycket som möjligt större förändringar i den gamla indelningen.
Som medelpunkt för hela kolonialväldet fungerade först Santo Domingo. Här hade koloniernas högsta domstol eller audiencia sitt säte, och härifrån leddes alla koloniala angelägenheter. Endast via Santo Domingo kunde guvernörer och nybyggare stå i förbindelse med hemlandet, där Casa de la Contratació intog en monopolställning. Över båda stod som högre instans och som ledande myndighet Consejo de Indias, som ständigt åtföljde det kungliga hovet.
Utöver den direkt politiska och administrativa styrningen var även katolska kyrkan viktig i styrningen av kolonierna, inte minst genom den mission som kyrkan bedrev. Relationen mellan kyrka och stat var närmre i Spanien jämfört med många andra katolska länder. Det berodde på att kungen hade fått rätt att utse personer till ämbeten inom kyrkan (patronato).

### Demografi
Emigrationen till de spanska kolonierna var liten jämfört med emigrationen till de brittiska kolonierna. Uppskattningar kring 300 000 immigranter till de spanska kolonierna under åren 1500-1640 har visat sig vara starkt överdrivna. En övervägande del av de som anlände till kolonierna från Spanien bosatte sig i de större tätorterna, nära kolonialadministrationen. Det innebar att urinvånarna på landsbygden kunde behålla sin kultur och autonomi i stor utsträckning.
De spanska ädlingar som i stor utsträckning begav sig till kolonierna överlämnade vanligen åkerbruket och anläggandet av farmer åt missionärerna. Prästerna förstod att nya möjligheter öppnade sig för deras ambitioner, som under medeltiden riktat in sig på att förvärva jordegendom.
Redan tidigt utvecklade sig i Västindien och Nya Spanien konflikter mellan statsämbetspersonerna och officerarna, mellan det civila och det militära. Ämbetspersonerna valdes av princip inte ur den kreolska befolkningen, utan skickades över från Europa. Därför kände de dåligt till förhållandena och behoven i kolonierna. Ämbetspersonerna hade litet intresse av att genomföra demokratiska reformer. I kolonierna uppstod det ingen medelklass och det fanns stora klyftor mellan rika och fattiga, samt mellan fria människor och slavar. Kyrkor och kloster sköt upp som svampar ur jorden och förvärvade stora områden. År 1640 överlämnade staden Mexiko en böneskrift till den spanske kungen där staden begärde att inget jordområde i fortsättningen skulle skänkas bort till de religiösa samfunden, eftersom det skulle begränsa att jorden förvärvades för privat räkning. Kyrkogodsen har man uppskattat upp till 80 % av hela jorden i området runt Mexiko. Utlänningars - medborgare från andra länder än Spanien -  rätt att slå sig ned och uppehålla sig i landet inskränktes eftersom staten och kyrkan var rädd för att nya religiösa idéer skulle ta fäste i kolonierna.

## Ekonomin i kolonierna

### Slaveriet och slavhandeln
En central aspekt av den spanska koloniseringen av Amerika och hur koloniernas ekonomier fungerade var slaveriet och slavhandeln. I det senmedeltida iberiska samhället var slaveriet etablerat redan före koloniseringen av Amerika. Det var inte främst hudfärg eller etnicitet som bestämde vem som kunde förslavas. Religiös tillhörighet och politiska relationer var lika viktiga. På den iberiska halvön fanns visserligen slavar från Afrika söder om Sahara, men även turkar, morer, berber och morisker kunde vara slavar. På samma sätt som de kristna utnyttjade slavkraft så kunde spanska, portugisiska och italienska skepp och deras besättning tillfångatas av muslimer för att säljas som slavar till Nordafrika eller Turkiet. På 1440-talet började portugiserna importera slavar från Afrika söder om Sahara, ett mönster som skulle upprepas och förstärkas de närmsta århundradena. För spansk del kan förslavandet av urinvånarna i amerikanska kolonierna delvis spåras tillbaka till förslavandet av guancherna, det urfolk som levde på Kanarieöarna innan spanjorerna koloniserade ögruppen under senare delen av 1400-talet.
Det första belägget för transatlantisk slavhandel var när Columbus 1495 lastade sina fartyg med 500 taíno från Hispaniola, för att forsla dem till Spanien. Av dessa dog 200 människor under färden över Atlanten. Columbus transport av slavar föll inte i god jord hos de spanska monarkerna. Det sågs som legitimt att förslava urinvånare i Amerika, och även att bedriva slavhandel inom de spanska kolonierna i Amerika. Det var den transatlantiska komponenten som Ferdinand och Isabella motsatte sig, inte förslavandet eller slavhandeln per se. 
Tillförseln av slavar som arbetskraft blev redan från 1510 något som staten tjänade på rent ekonomiskt. I början bedrevs slavhandeln med olika amerikanska urfolk, och då framför allt på Små Antillerna och på Floridas kuster. Sedan utsträcktes verksamheten till Sydamerikas nordkust och ännu längre bort. För att förebygga den att de amerikanska urfolken utrotades var statsmakten tvungen att ingripa, men lyckades inte särskilt bra med sitt ingripande. 
Mer betydande än handeln med ursprungsinvånarna blev den afrikanska slavhandeln. Den hade sitt ursprung från det portugisiska kolonialområdet, där införsel av afrikaner påbörjades redan 1460 från Guinea. Den fick ännu större omfattning när Bartolomé de Las Casas 1517 av humanitära skäl lyckades genomdriva ett förbud mot användande av urinvånare som arbetare i de spanska kolonierna. Det var i synnerhet Republiken Genua som lade under sig handeln med slavar. Även engelsmännen fann den ekonomiskt lönsam, vilket gjorde att de tvingade fram en skrivelse i freden i Utrecht 1713 som uttryckligen bekräftade deras rätt att bedriva slavhandel. Många förmögna engelska familjer har byggt sin förmögenhet på förslavade människor i den transatlantiska slavhandeln.

### Guld och silver
Viktiga mål för exploateringen i de spanska kolonierna var ädelmetallerna guld och silver. Den spanska kronan förklarade att en femtedel (quinto) av allt guld och silver skulle tillfalla staten. Silvergruvorna visade sig vara särskilt lönsamma, i synnerhet Potosís gruvor i nuvarande Bolivia och Zacatecas i norra Mexiko.
Ädelmetallerna var viktiga för Spanien av flera anledningar. Dels sade dåtidens rådande ekonomiska paradigm i Europa, merkantilismen, att en stat skulle sträva efter en så stor rikedom som möjligt, i form av guld och silver. Helst skulle det här uppnås genom att exportera mer än vad man importerade, så att en positiv handelsbalans uppstod. Runt år 1500 hade dock Europa en negativ handelsbalans jämfört med Asien. Europeiska konsumenter efterfrågade asiatiska varor, som importerades, samtidigt som Europa inte producerade något av större värde för asiatiska konsumenter. Guld- och silvergruvorna i Amerika blev ett sätt för Spanien att lösa den negativa handelsbalansen, genom att helt enkelt producera nya ädelmetaller som kunde användas som betalning för den asiatiska importen till Europa. Särskilt silver var eftertraktat i Kina och Indien.
Precis som vid plantagerna i Amerika användes afrikaner och amerikanska urinvånare som slavar vid utvinningen av ädelmetallerna. 
Man kan endast på ett ungefär uppskatta hur mycket silver som strömmade till Europa från de spanska kolonierna under 1500-talet. Pengarna spenderades till största delen på militära ändamål och i det spanska moderlandet var det svårt att utveckla någon självständig industri[källa behövs]. En gång om året anlände silverflottorna. Då uppstod för ett ögonblick en väldig rörelse där var och en sökte dra vinst av den eftertraktade lasten.
Det koloniala guldet och silvret medförde överhuvudtaget negativa följder. I Spanien steg priserna i en kraftig inflation och prisökningen höll sig på en hög nivå även då det amerikanska silvret hade sinat. I stället för överflöd inträdde stagnation i konsumtionen, tillbakagång av handeln och fattigdom. Långt in i Mellaneuropa gjorde sig följderna av denna omvälvning på marknaden gällande.
Köpmän och hantverkare i Centraleuropa fick känna av kostnaderna för den ekonomiska kampen. De stora städerna i södra Tyskland, som förlorat transithandeln, miste så småningom sitt välstånd. Även i det tyska bondekriget i början av 1500-talet, hos bönderna vars spannmålsförsäljning inte räckte till att betala arrendet till godsägaren, märktes ett genljud av de omvälvningar som conquistadorerna orsakat på andra sidan Atlanten. På sikt gick den spanska handeln ner och istället började nederländarnas och engelsmännens makt att växa sig starkare. De byggde lätta, snabbseglande fartyg med vilka de på öppet hav angrep den spanska armadans långsammare skepp för att plundra deras dyrbara last.

### Koloniernas handel
Staden Sevilla i Spanien hade nästan monopol på handeln med kolonierna. En tillräckligt stor andel av stadens manliga invånare gav sig av på handelsresor, att staden enligt vissa utländska resande tycktes vara bebodd av endast kvinnor. Handelssällskapens vinst var mycket stor, i genomsnitt tjänade man 100–300 %. Den höga vinsten berodde delvis på att man försökte begränsa antalet handelsresor för att hålla uppe priset på varorna från Amerika. Handeln mellan Spanien och de spanska kolonierna i Amerika reglerades till stor del av Casa de la Contratación de Indias - den statliga handelsmyndigheten - och Consulado de mercaderes, ett handelsgille bestående av köpmän som samarbetade med staten. På grund av statens och gillets kontroll lyckades aldrig den transatlantiska handeln få något lyft. Under sin högsta blomstringstid uppgick den till högst 27 500 ton per år. Den omfattande smugglingen som kolonierna bedrev ledde till att den spanska sjöhandeln bröts ner över tid.